# Pallavolo Loreto 2010-2011 (femminile)
Questa voce raccoglie le informazioni riguardanti la Pallavolo Loreto nelle competizioni ufficiali della stagione 2010-2011.

## Organigramma societario
Area direttiva
- Presidente: Antonio Giordano

Area tecnica
- Allenatore: Andrea Pistola
- Allenatore in seconda: Valerio Lionetti
- Assistente allenatore: Michele Delvecchio
- Scout man: Luca Lanari

Area sanitaria
- Medico: Fabiola Principi
- Preparatore atletico: Filippo Belluccini, Sergio Machella, Roberto Colli (fino al 13 gennaio 2011), Andrea Pistola (dal 13 gennaio 2011)
- Fisioterapista: Ilaria Barontini

## Rosa
| N° | Nome                  | Ruolo | Data di nascita   | Nazionalità sportiva |
| -- | --------------------- | ----- | ----------------- | -------------------- |
| 1  | Federica Mastrodicasa | C     | 5 febbraio 1988   | Italia               |
| 2  | Giulia Agostinetto    | P     | 2 ottobre 1987    | Italia               |
| 3  | Francesca Alicino     | L     | 28 dicembre 1981  | Italia               |
| 4  | Ludovica Orazi        | O     | 29 maggio 1987    | Italia               |
| 6  | Augusta Barboza       | S     | 16 luglio 1981    | Brasile              |
| 7  | Sara Giuliodori       | C     | 5 giugno 1983     | Italia               |
| 8  | Antonietta Vallese    | L     | 1º novembre 1983  | Italia               |
| 9  | Alice Santini         | S     | 16 gennaio 1984   | Italia               |
| 10 | Eleonora Capone       | L     | 19 gennaio 1992   | Italia               |
| 11 | Martina Piattella     | P     | 30 settembre 1987 | Italia               |
| 12 | Giulia Pietrelli      | S     | 27 agosto 1988    | Italia               |
| 13 | Simona Ferranti       | C     | 7 dicembre 1980   | Italia               |
| 15 | Tetjana Voronina      | O     | 20 ottobre 1977   | Ucraina              |

## Risultati

### Serie A2

#### Girone di andata
| 1ª giornata - 16 ottobre 2010 PalaParenti, Santa Croce sull'Arno      | Santa Croce         | 0 - 3 | Loreto         | 23-25, 20-25, 14-25               |
| 2ª giornata - 24 ottobre 2010 PalaSerenelli, Loreto                   | Loreto              | 1 - 3 | Parma          | 25-22, 12-25, 22-25, 21-25        |
| 3ª giornata - 31 ottobre 2010 PalaBertoni, Crema                      | Crema               | 3 - 1 | Loreto         | 25-20, 25-18, 14-25, 25-21        |
| 4ª giornata - 7 novembre 2010 PalaSerenelli, Loreto                   | Loreto              | 3 - 1 | Soverato       | 25-9, 25-18, 23-25, 25-21         |
| 5ª giornata - 14 novembre 2010 PalaSassi, Matera                      | Time Matera         | 2 - 3 | Loreto         | 25-22, 23-25, 13-25, 25-23, 10-15 |
| 6ª giornata - 20 novembre 2010 PalaSerenelli, Loreto                  | Loreto              | 3 - 0 | Busnago        | 25-17, 25-23, 25-17               |
| 7ª giornata - 28 novembre 2010 PalaMacchitella, San Vito dei Normanni | San Vito            | 1 - 3 | Loreto         | 27-25, 22-25, 21-25, 17-25        |
| 8ª giornata - 5 dicembre 2010 PalaSerenelli, Loreto                   | Loreto              | 3 - 0 | Verona         | 25-16, 26-24, 25-18               |
| 9ª giornata - 12 dicembre 2010 PalaSerenelli, Loreto                  | Loreto              | 3 - 1 | Cuatto Giaveno | 25-17, 25-14, 25-27, 29-27        |
| 10ª giornata - 19 dicembre 2010 PalaLavinium, Pomezia                 | RDM Pomezia         | 3 - 0 | Loreto         | 25-17, 25-21, 25-22               |
| 11ª giornata - 26 dicembre 2010 PalaRomiti, Forlì                     | Forlì               | 1 - 3 | Loreto         | 13-25, 25-15, 20-25, 16-25        |
| 12ª giornata - 8 gennaio 2011 PalaSerenelli, Loreto                   | Loreto              | 2 - 3 | Chieri         | 25-27, 25-17, 25-23, 22-25, 12-15 |
| 13ª giornata - 16 gennaio 2011 PalaBerlinguer, Bellizzi               | Pontecagnano Faiano | 2 - 3 | Loreto         | 25-21, 19-25, 25-19, 25-27, 16-18 |

#### Girone di ritorno
| 14ª giornata - 23 gennaio 2011 PalaSerenelli, Loreto         | Loreto         | 3 - 0 | Santa Croce         | 25-14, 25-21, 25-22               |
| 15ª giornata - 30 gennaio 2011 PalaRaschi, Parma             | Parma          | 3 - 0 | Loreto              | 32-30, 25-23, 25-12               |
| 16ª giornata - 5 febbraio 2011 PalaSerenelli, Loreto         | Loreto         | 2 - 3 | Crema               | 25-19, 16-25, 16-25, 25-16, 13-15 |
| 17ª giornata - 13 febbraio 2011 PalaScoppa, Soverato         | Soverato       | 3 - 0 | Loreto              | 25-19, 25-21, 25-22               |
| 18ª giornata - 19 febbraio 2011 PalaSerenelli, Loreto        | Loreto         | 1 - 3 | Time Matera         | 20-25, 23-25, 25-16, 26-28        |
| 19ª giornata - 27 febbraio 2011 PalaBusnago, Busnago         | Busnago        | 1 - 3 | Loreto              | 23-25, 25-18, 22-25, 24-26        |
| 20ª giornata - 6 marzo 2011 PalaSerenelli, Loreto            | Loreto         | 3 - 0 | San Vito            | 25-22, 25-21, 25-22               |
| 21ª giornata - 20 marzo 2011 PalaOlimpia, Verona             | Verona         | 1 - 3 | Loreto              | 13-25, 25-22, 23-25, 15-25        |
| 22ª giornata - 27 marzo 2011 Palazzetto dello Sport, Giaveno | Cuatto Giaveno | 0 - 3 | Loreto              | 17-25, 21-25, 20-25               |
| 23ª giornata - 2 aprile 2011 PalaSerenelli, Loreto           | Loreto         | 3 - 1 | RDM Pomezia         | 19-25, 25-18, 25-20, 25-19        |
| 24ª giornata - 10 aprile 2011 PalaSerenelli, Loreto          | Loreto         | 3 - 0 | Forlì               | 25-22, 25-20, 28-26               |
| 25ª giornata - 17 aprile 2011 PalaMaddalene, Chieri          | Chieri         | 3 - 0 | Loreto              | 25-12, 25-23, 25-17               |
| 26ª giornata - 23 aprile 2011 PalaSerenelli, Loreto          | Loreto         | 3 - 1 | Pontecagnano Faiano | 21-25, 25-18, 25-16, 25-20        |

#### Play-off promozione
| Semifinali (gara 1) - 30 aprile 2011 PalaLavinium, Pomezia | RDM Pomezia | 0 - 3 | Loreto      | 27-29, 14-25, 22-25               |
| Semifinali (gara 2) - 4 maggio 2011 PalaSerenelli, Loreto  | Loreto      | 3 - 1 | RDM Pomezia | 23-25, 25-21, 25-16, 25-14        |
| Finale (gara 1) - 14 maggio 2011 PalaMaddalene, Chieri     | Chieri      | 3 - 1 | Loreto      | 25-21, 25-22, 22-25, 25-22        |
| Finale (gara 2) - 18 maggio 2011 PalaSerenelli, Loreto     | Loreto      | 2 - 3 | Chieri      | 25-18, 23-25, 17-25, 25-20, 18-20 |
| Finale (gara 3) - 21 maggio 2011 PalaMaddalene, Chieri     | Chieri      | 3 - 0 | Loreto      | 25-23, 25-16, 25-21               |

### Coppa Italia di Serie A2

#### Fase a eliminazione diretta
| Quarti di finale (andata) - 26 gennaio 2011 PalaBertoni, Crema     | Crema               | 0 - 3 | Loreto | 16-25, 21-25, 23-25              |
| Quarti di finale (ritorno) - 2 febbraio 2011 PalaSerenelli, Loreto | Loreto              | 1 - 3 | Crema  | 21-25, 18-25, 25-19, 23-25       |
| Semifinali - 12 marzo 2011 PalaParenti, Santa Croce sull'Arno      | Chieri              | 0 - 3 | Loreto | 24-26, 24-26, 21-25              |
| Finale - 13 marzo 2011 PalaParenti, Santa Croce sull'Arno          | Pontecagnano Faiano | 2 - 3 | Loreto | 21-25, 27-25, 25-22, 22-25, 9-15 |

## Statistiche

### Statistiche di squadra
| Competizione             | Punti | In casa | In casa | In casa | In trasferta | In trasferta | In trasferta | Totale | Totale | Totale |
| Competizione             | Punti | G       | V       | P       | G            | V            | P            | G      | V      | P      |
| ------------------------ | ----- | ------- | ------- | ------- | ------------ | ------------ | ------------ | ------ | ------ | ------ |
| Serie A2                 | 51    | 15      | 10      | 5       | 16           | 9            | 7            | 31     | 19     | 12     |
| Coppa Italia di Serie A2 | -     | 1       | 1       | 0       | 1            | 0            | 1            | 4      | 3      | 1      |
| Totale                   | -     | 16      | 11      | 5       | 17           | 9            | 8            | 35     | 22     | 13     |

G = partite giocate; V = partite vinte; P = partite perse

### Statistiche dei giocatori
| Giocatore       | Serie A2 | Serie A2 | Serie A2 | Serie A2 | Serie A2 | Coppa Italia di Serie A2 | Coppa Italia di Serie A2 | Coppa Italia di Serie A2 | Coppa Italia di Serie A2 | Coppa Italia di Serie A2 | Totale | Totale | Totale | Totale | Totale |
| Giocatore       | P        | PT       | AV       | MV       | BV       | P                        | PT                       | AV                       | MV                       | BV                       | P      | PT     | AV     | MV     | BV     |
| --------------- | -------- | -------- | -------- | -------- | -------- | ------------------------ | ------------------------ | ------------------------ | ------------------------ | ------------------------ | ------ | ------ | ------ | ------ | ------ |
| G. Agostinetto  | 31       | 85       | ?        | ?        | ?        | 4                        | 11                       | 5                        | 4                        | 2                        | 35     | 96     | ?      | ?      | ?      |
| F. Alicino      | 10       | 0        | 0        | 0        | 0        | -                        | -                        | -                        | -                        | -                        | 10     | 0      | 0      | 0      | 0      |
| A. Barboza      | 29       | 449      | ?        | ?        | ?        | 4                        | 56                       | 46                       | 8                        | 2                        | 33     | 505    | ?      | ?      | ?      |
| E. Capone       | 7        | 0        | 0        | 0        | 0        | 2                        | 0                        | 0                        | 0                        | 0                        | 9      | 0      | 0      | 0      | 0      |
| S. Ferranti     | 10       | 12       | ?        | ?        | ?        | 2                        | 15                       | 13                       | 2                        | 0                        | 12     | 27     | ?      | ?      | ?      |
| S. Giuliodori   | 30       | 324      | ?        | ?        | ?        | 4                        | 53                       | 35                       | 16                       | 2                        | 34     | 377    | ?      | ?      | ?      |
| F. Mastrodicasa | 30       | 319      | ?        | ?        | ?        | 2                        | 22                       | 16                       | 6                        | 0                        | 32     | 341    | ?      | ?      | ?      |
| L. Orazi        | 13       | 20       | ?        | ?        | ?        | 2                        | 2                        | 1                        | 1                        | 0                        | 15     | 22     | ?      | ?      | ?      |
| M. Piattella    | 11       | 0        | 0        | 0        | 0        | 2                        | 1                        | 1                        | 0                        | 0                        | 13     | 1      | 1      | 0      | 0      |
| G. Pietrelli    | 28       | 106      | ?        | ?        | ?        | 3                        | 16                       | 13                       | 2                        | 1                        | 31     | 122    | ?      | ?      | ?      |
| A. Santini      | 31       | 388      | ?        | ?        | ?        | 4                        | 66                       | 50                       | 14                       | 2                        | 35     | 454    | ?      | ?      | ?      |
| A. Vallese      | 28       | 0        | 0        | 0        | 0        | 4                        | 1                        | 1                        | 0                        | 0                        | 32     | 1      | 0      | 0      | 0      |
| T. Voronina     | 26       | 281      | ?        | ?        | ?        | 4                        | 38                       | 33                       | 2                        | 3                        | 30     | 319    | ?      | ?      | ?      |

P = presenze; PT = punti totali; AV = attacchi vincenti; MV = muri vincenti; BV = battute vincenti